# ホムス県
ホムス県（ホムスけん、ヒムシュ県、Homs Governorate, アラビア語: مُحافظة حمص, Muḥafaẓat Ḥimṣ）は、シリアの14ある県の一つ。面積は42,223平方kmで、シリアの県では一番大きい。人口は1,790,000人（2021年推計）。県都はシリア第3位の都市ホムス（ヒムシュ）。

## 地理
シリア中央部にあり、東はデリゾール県に、北はラッカ県・ハマー県に、西はタルトゥース県・ダマスカス郊外県・レバノン国境に、南はイラク国境とヨルダン国境に接する。
ホムス県の人口は西に偏っている。西にはオロンテス川が流れ豊かな穀倉地帯となっているが、東部のほとんどはシリア砂漠であり荒涼とした山地が広がっている。

## 歴史

### パルミラ王国
パルミラ帝国（260年 - 273年）。パルミラ遺跡のあるタドモルの街は砂漠の只中のオアシスに位置する。

### モンゴルのシリア侵攻
1260年、第一次ホムスの戦い。1281年、第二次ホムスの戦い。1299年、第三次ホムスの戦い。

### シリア内戦
2011年、ホムス包囲戦（5月6日 - ）。
2012年、ホムス攻勢 (2012年)（2月3日 - 4月14日）でババアムルを政府軍が制圧。
2014年5月9日、停戦協定に基づき旧市街で篭城していた反体制派が撤退、政府軍が奪還。
2024年11月末より反体制派の攻勢が始まり、12月7日にはホムス郊外にまで迫った。12月8日、反体制派はホムスの制圧を宣言した（ホムスの戦い (2024年)）。

## 行政区分
2010年にホムス郡から北部のタルドゥ郡が分かれ、ホムス県には7郡が属する。右の地図には6郡までしか記載されていない。

### 郡

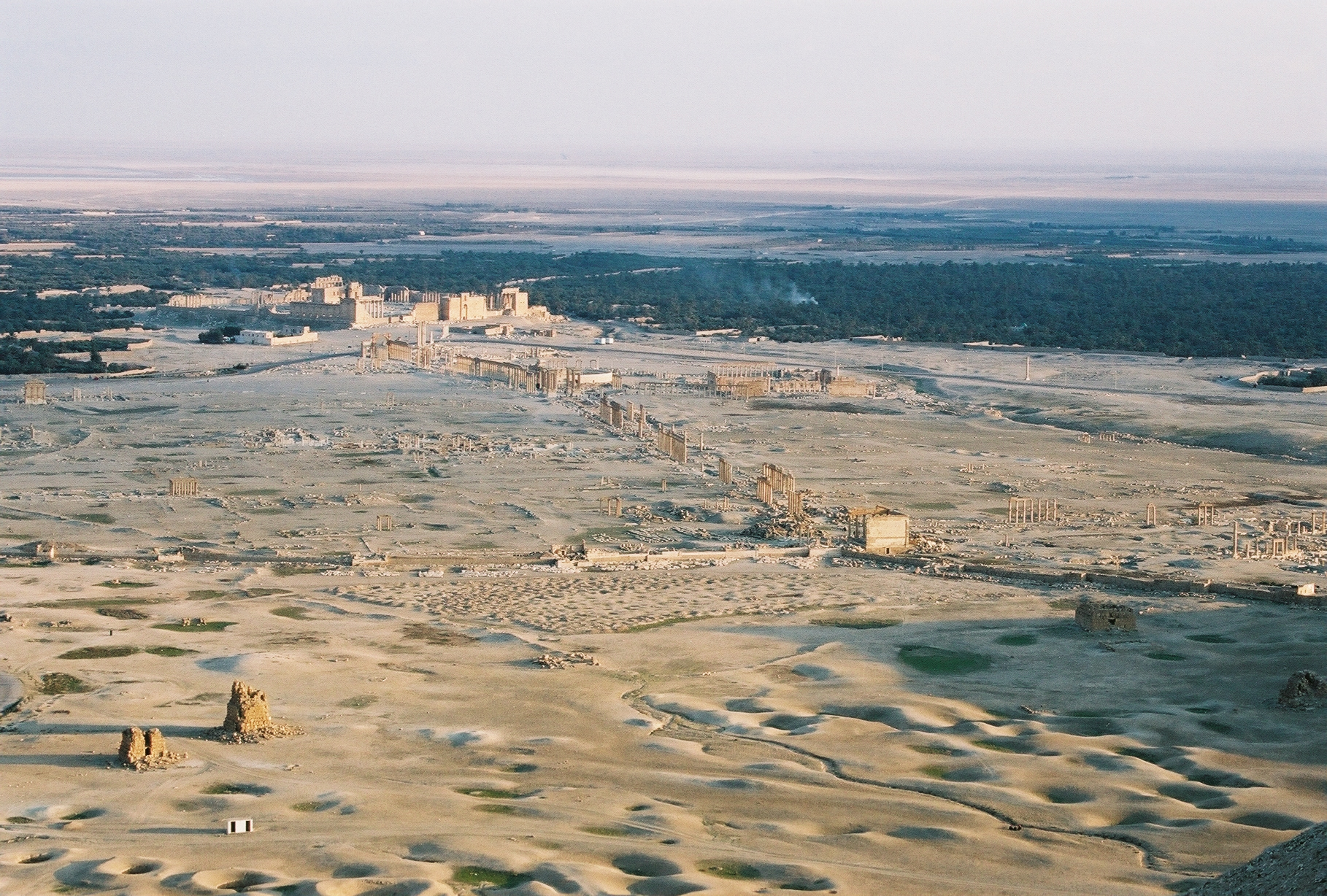
シリア砂漠に建つパルミラ遺跡

1. ホムス郡（英語版）（アラビア語: منطقة حمص Minṭaqat Ḥimṣ ヒムシュ郡）- ホムス（アラビア語: حمص Ḥimṣ ヒムシュ）
2. アル＝ムハッラム郡（英語版）（Al-Mukharram District）- アル＝ムハッラム（英語版）
3. パルミラ郡（英語版）（Palmyra District）- タドモル（英語版）（パルミラ）
4. アッ＝ラスタン郡（英語版）（Al-Rastan District）- アッ＝ラスタン（英語版）
5. アル＝クサイル郡（英語版）（Al-Qusayr District）- アル＝クサイル（英語版）
6. タルカラハ郡（英語版）（Talkalakh District）- タルカラハ（英語版）
7. タルドゥ郡（英語版）（Taldou District）- タルドゥ（英語版）